# Estado de flujo de efectivo
El estado de flujo de fondos financieros es un estado financiero básico que informa sobre las variaciones y movimientos de efectivo y sus equivalentes en un periodo determinado. Según la NIF-B2, el estado de flujo de efectivo es un estado que muestra las fuentes y aplicaciones del efectivo de la entidad durante un periodo, las cuales se clasifican en actividades de operación, inversión y de financiamiento.
Muestra las entradas y las salidas de efectivo que representan la generación o aplicación de recursos de la entidad durante el periodo.

## Objetivo
Suministrar a los usuarios de los estados financieros las bases para evaluar la capacidad que tiene la empresa para generar efectivo y el equivalente a éste, así como sus necesidades de liquidez, toma de decisiones económicas, las fechas en que se producen y el grado de certidumbre relativa de su aparición. Para cada flujo se determina su ubicación.

## Importancia
La importancia del flujo de efectivo, radica no solo en el hecho de dar a conocer el impacto de las operaciones de la entidad en su efectivo, sino también señalar el origen de los flujos de efectivo generados y el destino de los flujos aplicados. 
Por ejemplo, en una entidad pudo haber incremento de manera importante durante el periodo en su saldo de efectivo, sin embargo, no es lo mismo que dichos flujos favorables provengan de actividades de operación a que provengan de un financiamiento. 

## Conceptos
- Efectivo: es la disponibilidad que tiene una empresa para el desarrollo de sus actividades (compras, pagos, ventas, entre otros)
- Equivalentes de efectivo: son todos aquellos que son de fácil liquidez y conversión en efectivo y que están a disposición de las actividades de una entidad; tales como monedas extranjeras, metales preciosos amonedados e inversiones disponibles a la vista.
- Flujos de efectivo: corresponde a las entradas y salidas de efectivo y equivalentes de efectivo, de una entidad durante un período determinado, generalmente un año.
- Entradas de efectivo: son todos los movimientos que aumentaran el efectivo y equivalentes de efectivo de una entidad, en un período determinado.
- Salidas de efectivo: son todos aquellos movimientos que disminuyen el efectivo y equivalentes de efectivo de una entidad, en un período determinado.
- Actividades en operación: son las que constituyen la principal fuente de ingresos para la entidad; también incluyen otras actividades que pueden ser calificadas como de inversión o de financiamiento.[1]
- Actividades de inversión: son las relacionadas con la adquisición y la disposición de: I) propiedades, planta y equipo, activos intangibles y otros activos; destinados al uso, a la producción de bienes o la representación de servicios.[1]

## Clasificación

### Operación
Las actividades de operación son las que constituyen la principal fuente de ingresos de la entidad, también incluyen otras actividades que no pueden ser clasificadas como de inversión o de financiamiento. 
- El incremento o reducción en partidas como: 
  - Cuentas por cobrar a clientes (venta de mercancía a crédito).
  - Cuentas por pagar a proveedores (compra de mercancía a crédito).
  - Inventarios (Operaciones).
  - Impuestos por pagar (actividad de comprar/vender/fabricar).
  - Documentos por cobrar

### Inversión
Las actividades de inversión son las relacionadas con la adquisición y disposición de: 
- Adquisición, construcción y venta de inmuebles, maquinaria y equipo, activos intangibles y otros activos destinados al uso o a la producción de bienes y servicios.
- Inversiones permanentes en instrumentos financieros de capital como adquisición de acciones de otras empresas con carácter de permanentes.
- Instrumentos financieros disponibles para la venta, así como los conservados a su vencimiento.
- Actividades relacionadas con el otorgamiento y recuperación de préstamos que no estén relacionadas con actividades de operación (como son préstamos efectuados por la empresa, cobranza o disminución en pesos constantes de créditos otorgados).
- Cobros en efectivo por ventas de propiedades, planta y equipo, activos intangibles y otros activos a largo plazo.

### Financiamiento
Las actividades de financiamiento son las relacionadas con la obtención, así como la redistribución y resarcimiento de fondos que provienen de: 
- Los propietarios de la entidad (incremento de capital por recursos adicionales, incluyendo la capitalización de pasivos, reembolso de capital, dividendos pagados, excepto los dividendos en acciones).
- Los acreedores otorgantes de financiamientos que no estén relacionados con las operaciones habituales de suministro de bienes y servicios (créditos recibidos a corto y largo plazo diferentes a las operaciones con proveedores y/o acreedores relacionados con operaciones de la empresa).
- La emisión por parte de la entidad de instrumentos de deuda o instrumentos de capital diferentes a las acciones.

## Métodos
Existen dos métodos para exponer este estado. El método directo y el indirecto.
- El directo expone las principales clases de entrada y salida bruta en efectivo (Flujos de efectivo de Operación, Inversión y Financiamiento).

- El método indirecto, el cual parte del resultado del ejercicio y a través de ciertos procedimientos se convierte el resultado devengado en resultado percibido.

El resultado que se obtiene puede ser positivo o negativo. La importancia de este estado es que nos muestra si la empresa genera o consume fondos en su actividad productiva. Además permite ver si la empresa realiza inversiones en activos de largo plazo como bienes de uso o inversiones permanentes en otras sociedades. 
Finalmente el estado muestra la cifra de fondos generados o consumidos por la financiación en las cuales se informa sobre el importe de fondos recibidos de prestadores de capital externos o los mismos accionistas y los montos devueltos por vía de reducción de pasivos o dividendos. Este estado es seguido y analizado con mucha atención por los analistas que estudian a las empresas ya que de él surge una explicación de las corrientes de generación y uso de los fondos, lo cual permite conjeturar sobre el futuro de la empresa.

## Variaciones
Determinados marcos normativos han establecido variaciones simplificadoras respecto del formato estándar, con información de muy escasa relevancia. Sin embargo, en la mayoría de los países se va tendiendo modelos similar al establecido en las normas internacionales. La diferencia radica fundamentalmente de la definición de "fondos". En el caso del Estado de Flujo de Efectivo, la definición de fondos se restringe al efectivo y sus equivalentes. En otros casos, los fondos pueden abarcar otros activos de corto plazo e incluso ampliarse a la totalidad de activos y pasivos de corto plazo. Ejemplo de variaciones son:
- Estado de Variaciones en el Capital Corriente, donde Capital Corriente es la diferencia entre el activo corriente y el pasivo corriente. Era una opción en Argentina hasta la incorporación de la Resolución Técnica 19. En España se denominaba Estado de Origen y Aplicación de Fondos con el mismo alcance y para ejercicios iniciados antes del 1 de enero de 2008.

- Estado de Origen y Aplicación de Fondos, donde Fondos incluye efectivo, inversiones de corto plazo y créditos por venta de corto plazo. Era una opción en Argentina hasta la incorporación de la Resolución Técnica 19 pero de nula o escasa aplicación.

Además de lo anterior estos modelos difieren en el formato, ya que en lugar de las tres clasificaciones mencionadas, las distinciones se hacen de acuerdo al signo de los movimientos de fondos (entradas o salidas).